# Насретдинов, Фахри Хусаинович
Фахри́ Хусаи́нович Насретди́нов (тат. Фәхри Хөсәен улы Насретдинов) (1912—1988) ― певец (лирический тенор), солист Татарского театра оперы и балета имени Мусы Джалиля, заслуженный артист Татарской АССР (1953), народный артист Татарской АССР (1973), народный артист РСФСР (1963), лауреат Республиканской премии имени Габдуллы Тукая (1958).

## Биография
Родился 12 декабря  1912 году в деревне Шамбалыкчы ныне Апастовского района Республики Татарстан в крестьянской семье.
С 1927 по 1932 годы обучался в Московском музыкальном техникуме имени Н. Г. Рубинштейна.
С 1932 по 1936 годы учился в Татарской оперной студии при Московской государственной консерватории имени П. И. Чайковского в классе профессора В. И. Садовникова.
С 1933 по 1958 годы был солистом Татарского государственного театра оперы и балета имени М. Джалиля.
С 1958 по 1983 годы преподавал в Казанской государственной консерватории имени Назиба Жиганова.

## Творчество
Был ведущим солистом Театра оперы и балета им. Мусы Джалиля, исполнителем всех основных лирических теноровых партий классического и современного репертуара. Фахри Насретдинов исполнял песни, романсы, советских, зарубежных, татарских композиторов. Он очень часто был первым исполнителем многих песен и романсов татарских авторов, некоторые песни писались специально для него, среди которых были песни «Кызыма» Джаудата Файзи и «Не пой красавица» Мансура Музафарова.
Среди партий:
- Берендей («Снегурочка» Н. Римского-Корсаков)
- Ленский («Евгений Онегин» П. И. Чайковский)
- Фауст («Фауст» Ш. Гуно)
- Альфред («Травиата» Дж. Верди)
- Герцог Мантуанский («Риголетто»Дж. Верди)
- Джик («Алтынчэч» Н. Г. Жиганов)
- Урмай («Алтынчэч» Н. Г. Жиганов)
- Халил («Галиябану» М. Музафаров)
- Галимжан («Башмачки» Дж. Файзи)
- Мулла («Джигангир» Р. Губайдуллин)
- Казак («Мазепа» П. И. Чайковский)
- Назар («Семья Тараса» Д. Кабалевский)
- Бомелий («Царская невеста» Н. Римского-Корсаков)
- Кирамет («Качкын» Н. Г. Жиганов)
- Ильдар («Ильдар» Н. Г. Жиганов)

## Звания и награды
- Заслуженный артист Татарской АССР (1953)
- Народный артист Татарской АССР (1958)
- Народный артист РСФСР (1963)
- Республиканская премия имени Габдуллы Тукая (1958)
- Орден «Знак Почёта» (1958)
- Орден Трудового Красного Знамени (1958)

## Память
- Музей имени Фахри Насретдинова и Бану Валеевой (село Шамбулыхчи в Апастовском районе Татарстана)[1].